# Дания на зимних Паралимпийских играх 2014
Дания на зимних Паралимпийских играх 2014 года была представлена двумя спортсменами в горнолыжном спорте.

## Состав сборной и результаты выступлений

### Горнолыжный спорт
Ульрик Ниволд (Ulrik Nyvold) был заявлен для выступлений в мужском слаломе (сидя). Однако он не смог выйти на старт слалома 13 марта. В соревнованиях по гигантскому слалому 15 марта он в первом спуске показал 27-й результат (среди 31 финишировавших), а во втором — упал на дистанции.
Лайн Дамгаард (Line Damgaard) участвовала в соревнованиях по женскому слалому (стоя). 12 марта она заняла 12-е место в слаломе, а 16 марта — 15-е место в гигантском слаломе. В обоих видах это оказался последний результат среди тех спортсменов, кто смог финишировать в двух спусках.
| Ульрик Ниволд | Мужской слалом, сидя            | DNS     | DNS    | DNS | DNS     | DNS    | DNS | DNS     | DNS      | DNS |     |     |     |
| Ульрик Ниволд | Мужской гигантский слалом, сидя | 1:41,21 | +23,11 | 27  | DNF     | DNF    | DNF | DNF     | DNF      | DNF | DNF | DNF | DNF |
| Лайн Дамгаард | Женский слалом, стоя            | 1:54,94 | +55,57 | 12  | 1:58,96 | +58,48 | 12  | 3:53,90 | +1:54,05 | 12  |     |     |     |
| Лайн Дамгаард | Женский гигантский слалом, стоя | 2:08,40 | +43,42 | 18  | 1:53,00 | +39,14 | 15  | 4:01,40 | +1:22,56 | 15  |     |     |     |